# Insanity Alert

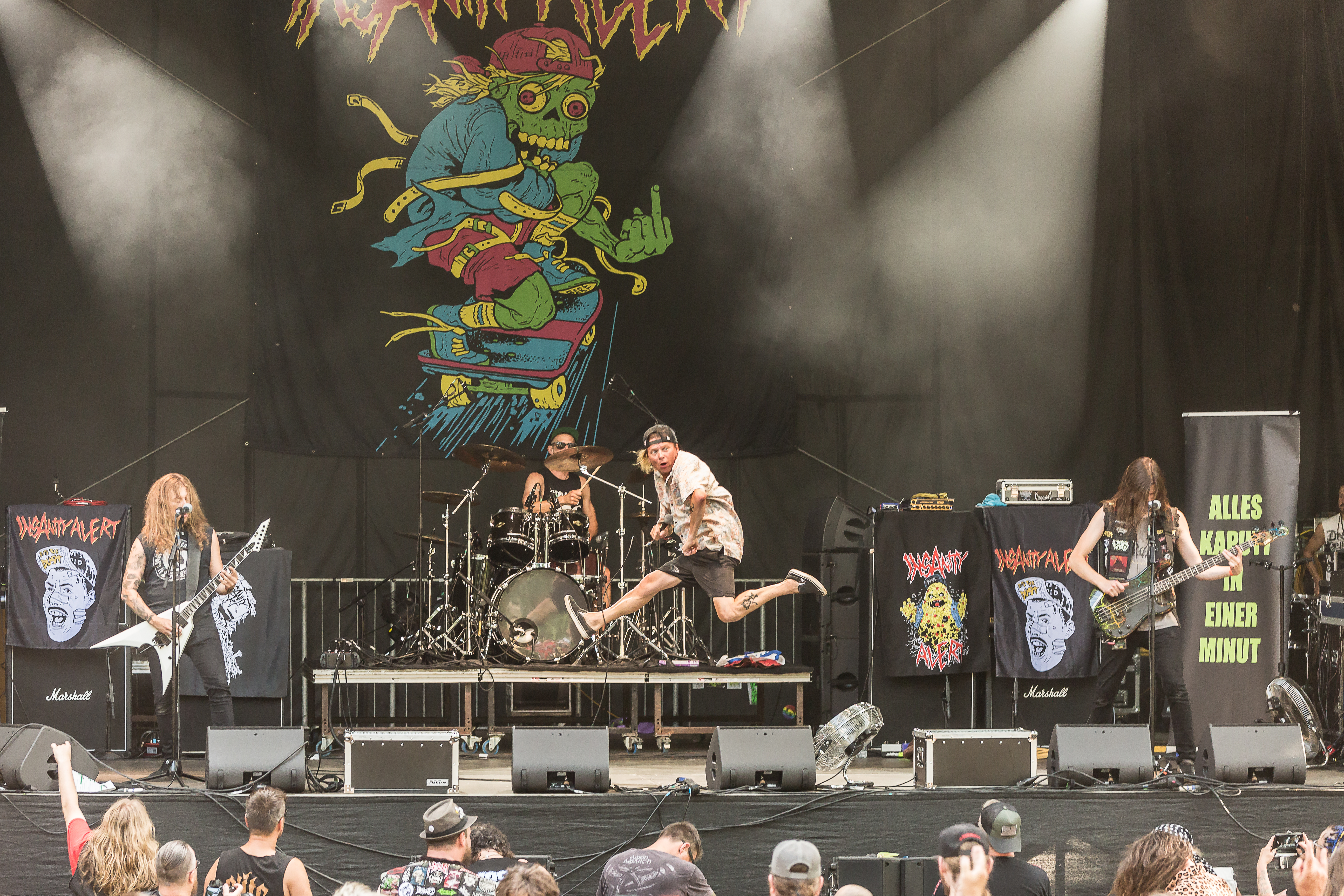
Insanity Alert

Insanity Alert est un  groupe de crossover thrash autrichien, originaire de Innsbruck, dans la région du Tyrol. 
Leur style musical est caractérisé par des paroles aux thématiques souvent décalées et humoristiques comme le skateboard, les monstres, et autres occasions de faire la fête. Le groupe est aussi connu pour ses concerts à l’ambiance survoltée propice aux stage diving, circle pit et mosh.

## Biographie
La création du groupe commence lorsque Heavy Kevy (chant) quitte les Pays-Bas pour Innsbruck en 2011. Là, il fera la connaissance du groupe de thrash metal Indyus avec qui il commencera à jammer[Quoi ?]. 
Le groupe se compose originellement de Dave Dave Dave à la guitare, Don Melanzani à la batterie et Jatsch Ziag O à la basse. Ensemble ils enregistreront une première démo, First Diagnosis, qui sortira le 21 mars 2012. Cette démo contient la reprise d’Iron Maiden, Run to the Hills, retransformée en Run To The Pit et a été enregistrée au studio Backyard Blastbox à Innsbruck.
Le 1er février 2013 sort un EP, Second Opinion, enregistré en Italie au Toxic Basement Studio du 30 novembre au 2 décembre 2012. Il est distribué par Slaughterhouse Records pour la version vinyle et Glorious Thrash Records pour la version CD. 
Après le remplacement de Jatsch Ziag O par Mossi à la basse, Insanity Alert retourne au Toxic Basement Studio à l’été 2014 pour enregistrer son premier album, sobrement baptisé Insanity Alert. Cet album éponyme reprend une bonne partie des titres de leur démo et de leur EP ainsi que quelques nouvelles compositions telles que Blunt In /Blunt Out ou encore Macaroni Maniac. L’album Insanity Alert sort le 18 octobre 2016 chez Empire Records.
Enregistré par Andy Classen (ex-guitariste d’Holy Moses) au Stage One Studio, l’album Moshburger sort le 23 septembre 2016 et est distribué par le label allemand This Charming Man Records. Cet album permet à Insanity Alert de tourner à travers toute l’Europe avec des groupes qu’ils citent volontiers comme leurs inspirations (Suicidal Tendencies, Municipal Waste, D.R.I., Sodom, Toxic Holocaust) mais aussi dans de grands festivals tels que le Hellfest, le Summer Breeze ou le Motocultor. 
En novembre 2017 Insanity Alert signe chez le label Season Of Mist, qui rééditera le premier album éponyme. Le groupe rejoint le Persistence Tour en janvier 2018 et tourne avec Hatebreed, Madball, Terror, Power Trip, Broken Teeth et Born From Pain. 2018 sera également l’occasion d’un nouveau changement de bassiste, Mossi étant remplacé par Green-T. Une nouvelle tournée et quelques festivals (Metal Cultures, Outch !, …) s’ensuivront.
En novembre 2018 le groupe annonce la sortie de son troisième album pour janvier 2019 via la publication d’un clip pour le nouveau morceau All Mosh / No Brain. Un second single, Welcome to Hell sort le 6 décembre 2018 puis un troisième extrait, The Body Of The Christ Is The Parasite, est révélé le 6 janvier 2019. 
Le 25 janvier 2019 sort 666-pack. Cet album a été enregistré en Autriche au Nautilus Sounds Studio.

## Membres

### Membres
- Klemens « Don Melanzani » Mayr - Batterie (2011-présent)
- Dave « Dave Dave Dave » Furtschegger - Guitare (2011-prestent)
- Kevin « Heavy Kevy » Stout - chant (2011-présent)
- Marc « Green-T » Brownstone - Basse (2018-présent)

### Anciens membres
- Jakob « Jatsch Ziag O » Innauer - Basse (2011-2013)
- Persekutor - Basse (2013)
- Moosi - Basse (2013-2018)

## Discographie
- 2012 : First Diagnosis (Demo)
- 2013 : Second Opinion (EP)
- 2014 : Insanity Alert
- 2016 : Moshburger
- 2019 : 666-Pack